# The Night Before (The-Beatles-Lied)
The Night Before (englisch für: Die Nacht davor) ist ein Lied der britischen Band The Beatles, das 1965 auf ihrem fünften Studioalbum Help! veröffentlicht wurde. Komponiert wurde es von John Lennon und Paul McCartney und unter der Autorenangabe Lennon/McCartney veröffentlicht.

## Hintergrund

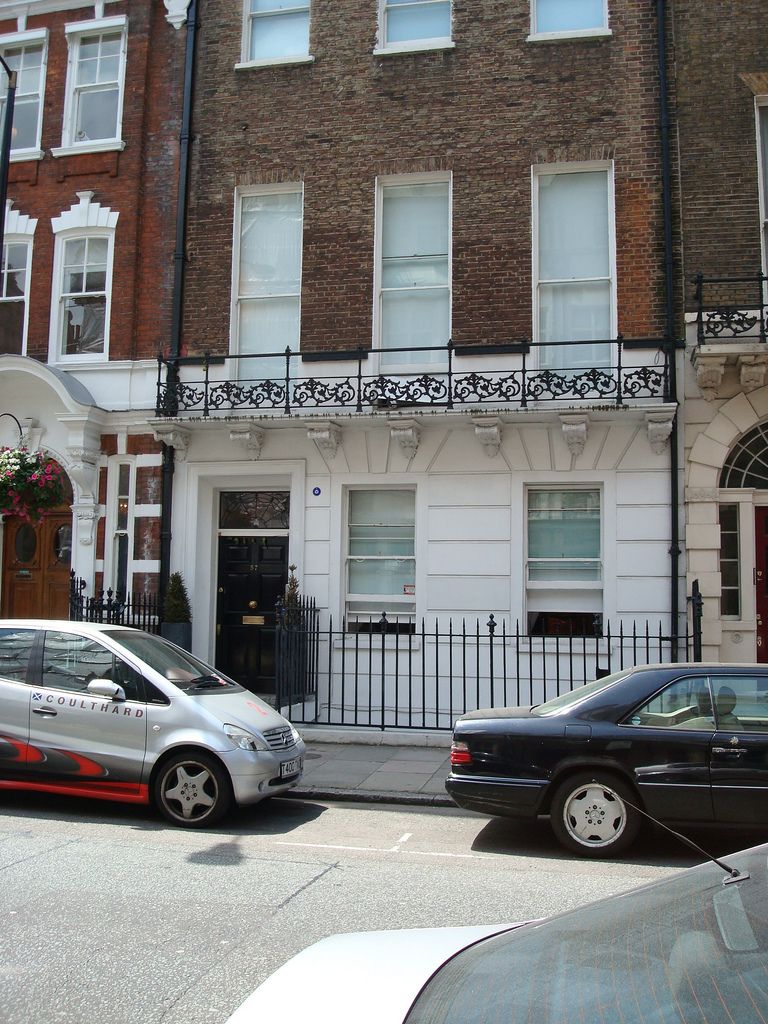
Elternhaus von McCartneys Freundin Jane Asher, in der Wimpole Street, London

The Night Before basiert hauptsächlich auf den musikalischen Ideen von Paul McCartney. McCartney schrieb das Lied überwiegend in dem Elternhaus seiner damaligen Freundin Jane Asher, in der Wimpole Street, London.
Im Film Help! spielen die Beatles das Lied The Night Before, von der britischen Armee bewacht, in Salisbury Plain auf einem Freigelände ein.
The Night Before wurde nicht in das Liverepertoire der Gruppe im Jahr 1965 aufgenommen.

## Aufnahme
The Night Before wurde am 17. Februar 1965 in den Londoner Abbey Road Studios (Studio 2) mit dem Produzenten George Martin aufgenommen. Norman Smith war der Toningenieur der Aufnahmen. Die Band nahm insgesamt zwei Takes auf, wobei der zweite Take für die finale Version verwendet wurde. Die Aufnahmen erfolgten zwischen 14 und 19 Uhr, anschließend wurde das Lied You Like Me Too Much zwischen 19 und 23 Uhr eingespielt.
Die Abmischungen des Liedes erfolgten am 18. Februar 1965 in Mono und am 23. Februar 1965 in Stereo.
Besetzung
- John Lennon: elektrisches Klavier, Hintergrundgesang
- Paul McCartney: Bass, Leadgitarre, Gesang
- George Harrison: Leadgitarre, Hintergrundgesang
- Ringo Starr: Schlagzeug, Tamburin

Am 26. Februar 1987 erfolgte die Erstveröffentlichung des Albums Help! als CD in Europa (USA: 21. Juli 1987), in einer von George Martin im Jahr 1986 hergestellten digitalen neuen Stereoabmischung.

## Veröffentlichungen
- Am 12. August 1965 erschien in Deutschland das neunte Beatles-Album Help!, auf dem The Night Before enthalten ist. In Großbritannien wurde das Album schon am 6. August 1965 veröffentlicht, dort war es das fünfte Beatles-Album.
- In den USA wurde The Night Before auf dem dortigen zehnten Album Help! am 13. August 1965 veröffentlicht.
- Am 15. November 1965 wurde in Japan die Single The Night Before / Another Girl veröffentlicht.[1]
- Für BBC Radio nahmen die Beatles unter Livebedingungen eine weitere Fassungen von The Night Before am 26. Mai 1965, im No. 1 Studio, Picadilly Theatre, London auf. Diese Version wurde bisher nur auf Bootlegs veröffentlicht. Am 26. Mai 1965 wurden die letzten Aufnahmen für die BBC eingespielt.[2]

## Coverversionen
Folgend eine kleine Auswahl:
- The Skunks – Gettin' Started [3]
- Yellow Matter Custard – One Night in New York City [4]